# Cantonul Montaigu
Cantonul Montaigu este un canton din arondismentul La Roche-sur-Yon, departamentul Vendée, regiunea Pays de la Loire, Franța.

## Comune
- La Bernardière
- La Boissière-de-Montaigu
- Boufféré
- La Bruffière
- Cugand
- La Guyonnière
- Montaigu (reședință)
- Saint-Georges-de-Montaigu
- Saint-Hilaire-de-Loulay
- Treize-Septiers